# Quick, Draw!
『Quick, Draw!』（クイック ドロー）は、Googleが開発したオンラインゲームである。プレイヤーは何らかの物や形を描くよう要求され、その絵が何を表しているかをニューラルネットワークによる人工知能が予想する。人工知能は新たな絵を認識するたびに追加学習し、以後さらに正しく予想する能力を向上させる。コンセプトはPictionaryに似ている。ただし描ける時間制限は20秒である。描くテーマは「足」の様なシンプルなものから、「動物の移動」のような難しいものまである。このゲームはGoogleの人工知能プロジェクトA.I. Experimentsの一環として制作されたゲーム集の中の一つである。

## ゲームプレイ
まずプレイヤーは何を描くか指定される。（例えば「次の絵を描いてください:イス」など。）そして絵を描ける時間が20秒与えられる。描かれた絵を元に、描かれようとしているものが何かを人工知能が予想する。その絵が指定されたものであると適切に認識されれば「わかりました。イスです！」といったメッセージが現れ、プレイヤーは次のラウンドに進める。AIが認識できなかった場合は「すいません、何の絵かわかりませんでした。」というメッセージが表示される。Quick, Draw!は六ラウンドで構成されており、最後にプレイヤーがうまく描けなかったものについて、他のプレイヤーがどのように描いたかを確認することができる。